# Två ordnars band
Två ordnars band (portugisiska: Banda das Duas Ordens) är en portugisisk utmärkelse som instiftades år 1789. I början användes den av portugisiska kungafamiljs kronprinsar men sedan 1823 började den delas också till utländska tronföljare. Orden avskaffades tillsammans med landets monarkin år 1910. Idag använder Portugals president tre ordnars band som symbolen av sitt ämbete. Det var Portugals regerande monark som använde detta band ursprungligen.
Det fanns tre olika variation av bandet (åren då i bruk inom parentes):
- I version (1789–1825)
- II version (1825–1830)
- III version (1857–1910)